# テイク・ナイン計画設計研究所
テイク・ナイン計画設計研究所（テイク・ナインけいかくせっけいけんきゅうしょ）は、日本の都市計画コンサルタント。建築設計事務所。
東京大学で丹下研究室出身の押田健雄ら東京大学工学部建築学科を昭和41年に卒業した仲間9人が共同で1971年（昭和46年）に設立した事務所で、全員が建築設計と都市及び地方計画・地域計画の両方の業務を担当している。

## 概況
当時、社会に出て数年経っていたメンバーが、集団での仕事の新しいあり方を追求しようと意図して設立し、メンバーごとの思想と事情によって、常勤と非常勤が選択されたと聞いている。その後も自由な枠組みの中で集団の構成は変遷し続け、現在に至っている。
事務所はJR原宿駅から近い場所にある。芦原義信がアメリカ留学から帰ってきてすぐに設計した木造2階建ての戸建住宅を使っているという。

## おもな実績
- 仙川アベニュー（東京都調布市、商業施設、1988年。施主は安藤ストリートとおなじ）
- 広島アジア大会選手村（広島市、総合ディレクターは磯崎新。全体計画、ランドスケープからツインタワー等を手がける）
- 串木野市福祉コミュニティセンター集会室（鹿児島県いちき串木野市、公民館、鉄筋コンクリート造と組積造、鉄骨造、立体トラス、1981年、BCS賞受賞）
- F・Plaza
- 武蔵大学キャンパス再開発計画（女子学生会館、複合店舗ビル、集合住宅などの設計のほか各種地域整備計画の業務に携わる）
- 武蔵大学図書館棟
- 中空知産炭地域における都市圏整備基礎調査海外調査団（旧地域振興整備公団委託調査）
- 花川渓流再生砂防事業検討委員会委員（1995年から1996年）
- 佐久市立図書館
- 草津町健康増進センター大滝乃湯（RC構造、1986年）
- ASTRONOME（1985年）
- アートクレフクラブ（福岡県北九州市八幡西区、1989年）
- 列柱の家（1986年）
- 高山市まちかど事業（1980年）
- ガラス・ヴォールトの家（1986年）
- 社会福祉法人愛泉会愛泉会日南病院増築（日南市大字風田）
- Membrane Design Competition 第2回キャンバスを使用したテンション構造構築物設計競技優秀賞（作品名：内圧チューブの変形力を利用したテント構造）
- 東通村中心地区ならびに庁舎・交流セソタ―の計画と設計（1989年度日本都市計画学会賞計画設計賞受賞作品）

## 著書・報告
- 研究と文化のまちづくり : 久留米地域学園都市・地区基本計画策定調査報告書（国土庁大都市圏整備局 1988）
- 「地方都市の景観管理の実態に関する調査」報告書（国土庁地方振興局地方都市整備課1983）
- 企画開発センター新規事業研究会レポート1993 「商業機能によるまちづくり戦略」詳解
- 景観の整備に関する自治体の施策調査（テイクナイン計画設計研究所編、国土庁地方振興局地方都市整備課 1982）
- 伝統的文化都市環境保存地区整備事業に関する追跡調査 (テイクナイン計画設計研究所編、国土庁地方振興局地方都市整備課 1982）
- 「地方都市の景観整備に関する調査」報告書（テイクナイン計画設計研究所編、国土庁地方振興局地方都市整備課 1982年）
- 「座談会 日本流アート・デザインの仕掛け」『アート=ポート=デザイン―魅力ある都市を創る』（三宅 理一, 東京アートポート構想推進協議会, 手塚 満監修, 金 秀太郎, 鞍谷 東夫ほか）
- ＜盛り場・吉祥寺の防災上の課題＞1.安全環境調査の結果から――武蔵野市安全環境計画策定委員会（日本地域開発センター『地域開発』1985年 4月　通巻247号特集　盛り場の安全環境）
- 「アーバンデザインノート／都市の解剖3：フィールド」（『新建築』1968年1月号）
- 「特集　都市計画の担い手達　多様と専門　都市計画プランナーへのアンケート」(『都市計画』1994年4月号）
- アーバンデザインの現代的展望（渡辺定夫らと、鹿島出版会　1993年　ISBN 978-4306071902）

## 参考
- 住宅建築 1986年11月号
- 建築設計資料 15　中・高層集合住宅  編集・建築思潮研究所　1986　ISBN 4-87460-218-5
- 都市計画学会 特集論文 v114 「特集（その1）大学における都市計画専門教育の現状 民間プランナーの現場からみた専門教育」 1981